# Pseudhemithea detrita
Pseudhemithea detrita is een vlinder uit de familie spanners (Geometridae). De wetenschappelijke naam van deze soort is voor het eerst geldig gepubliceerd in 1909 door Bastelberger.
De soort komt voor in tropisch Afrika.